# Мотово (Нижньогородська область)
Мотово (рос. Мотово) — присілок в Ветлузькому районі Нижньогородської області Російської Федерації.
Населення становить 3 особи. Входить до складу муніципального утворення Туранська сільрада.

## Історія
Від 2009 року входить до складу муніципального утворення Туранська сільрада.

## Населення
| 1999 | 2002 | 2010 |
| ---- | ---- | ---- |
| 25   | ↘19  | ↘3   |